# Varsel (roman)
Varsel (eng. The Shining) är en skräckroman av Stephen King utkommen i USA 1977 (i Sverige 1980).

## Handling
Jack Torrance är en alkoholiserad lärare. Efter att ha blivit avskedad från sitt jobb i New England Preparatory School där han skadat en elev, bestämmer han sig för att bli författare. Han får skrivblockering och flyttar med sin fru Wendy och sin son Danny till Overlook Hotel i Klippiga Bergen för att få skrivro. Jack tar jobb på hotellet som vaktmästare under lågsäsongen, och hotellet är helt tomt på folk förutom honom och hans familj. Hotellet har en förbannelse över sig och under vintermånaderna, då hotellet är i stort sett helt isolerat, blir Jack galen efter en tid. Jacks son Danny har dessutom övernaturliga krafter och får onda varsel av någon som han kallar Tony. Danny har också telepatisk kontakt med hotellets kock som har samma övernaturliga krafter. Dannys varsel talar om att något hemskt kommer att hända, och stämningen på hotellet bara blir värre. 

## Filmatisering
Historien filmatiserades 1980 av Stanley Kubrick med Jack Nicholson och Shelley Duvall i rollerna som Jack och Wendy Torrance. Filmen skiljer sig starkt från boken, bl.a. genom ett helt annorlunda slut. Stephen King blev så missnöjd med filmatiseringen att han 1997 tillsammans med regissören Mick Garris gjorde en egen version (kallad Stephen King's The Shining) i form av en miniserie. Steven Weber och Rebecca De Mornay spelar de två huvudrollerna.